# Heitor Lavorata
Heitor Lavorata (né le 19 décembre 2000 à Saint-Germain-en-Laye) est un champion français, en activité, de Chanbara. 
Il s’entraîne au club de Maisons-Laffitte Chanbara. Il a été entraîné à partir de l'age de 6 ans et pendant 10 ans par Alain Girot, le premier grand champion français de Chanbara.
Il est le fils de Bruno Lavorata autre champion de Chanbara (champion d’Europe 2016 kihon dosa vétéran) et président du club de Maisons-Laffitte Chanbara jusqu'en septembre 2019.

## Palmarès
- 11e Championnat d'Europe 2019 (Minsk, Biélorussie, 4 et 5 mai 2019) (Heitor avait 18 ans)[1],[2]
  - Grand champion d'Europe (catégorie sénior)
  - médaille d'or en Tate Choken (catégorie sénior)
  - médaille d'or en Morote (catégorie sénior)

- 43e Championnat du monde 2018 (Tokyo, 8-9 décembre 2018) (Heitor avait 17 ans)[3],[4]
  - 1 médaille de bronze en Morote

- Championnat de France 2017 (09 juin 2017) (Heitor avait 16 ans)[5]
  - Champion de France Technique (catégorie cadet)
  - Vice-champion de France Combats (catégorie cadet)

- Jeux mondiaux de 2017 (Tafisa World Games 2017) (Wroclaw, Pologne, 20 au 30 juillet 2017) (Heitor avait 16 ans)[6]
  - médaille d'argent en Tate Choken
  - médaille d'argent en Nito

- 10e Championnat d'Europe 2017 (Rome, 28 et le 29 octobre) (Heitor avait 16 ans)
  - médaille d'argent en Tate (en recherche de référence)
  - médaille de bronze en Morote (en recherche de référence)

- 9e Championnat d'Europe 2016 (Maisons-Laffitte, 7 et 8 mai) (Heitor avait 15 ans)[7],[8]
  - médaille de bronze en Choken Morote (catégorie Enfant B)
  - médaille de bronze en Nito (catégorie Enfant B)

- Coupe de France 2016 (Palaiseau, 27 novembre 2016) (Heitor avait 15 ans)[9]
  - médaille d'or en Tate Kodachi (catégorie cadet)
  - médaille d'or en Choken Morote (catégorie cadet)
  - médaille d'argent Grand Champions (catégorie cadet)
  - médaille d'argent en Kodachi (catégorie cadet)
  - médaille d'argent en Nito (catégorie cadet)
  - médaille de bronze en Kihon Dosa (catégorie jeune)

## Interviews et compétitions
- [vidéo] « Parcours Sportif de Heitor Lavorata », sur YouTube